# Эфрос, Александр Львович
Александр Львович Эфрос (род. 25 сентября 1950, СССР) — советский и американский физик. В совместной работе с Луисом Брюсом и Алексеем Екимовым дал объяснение наблюдавшимся оптическим свойствам стёкол с нанокристаллами. Брат физика Алексея Эфроса.

## Биография
В 1973 году окончил Санкт-Петербургский государственный технологический институт по специальности инженер-физик,  а в 1978 году получил степень кандидата физико-математических наук в ЛПИ им. Калинина. С 1981 по 1990 год работал в Физико-техническом институте имени А. Ф. Иоффе РАН, после чего переехал в США. С 1990 по 1992 год работал в Мюнхенском техническом университете, с 1992 по 1993 год в Массачусетском технологическом институте. С 1993 года был советником Лаборатории военно-морских исследований США. С 1999 года занимал должность старшего научного сотрудника Центра вычислительного материаловедения.
В 2001 году Эфрос стал членом Американского физического общества. В 2006 году стал лауреатом премии Р. В. Вуда, и в 2008 году премии Гумбольдта за объяснение наблюдавшимся оптическим свойствам стёкол с нанокристаллами, которые получили название квантовых точек, награждён медалью Е. Ф. Гросса (2013).

## Комментарий
1. ↑  В публикациях Александр Львович указывается как Ал. Л. Эфрос (Al. L. Efros), а его брат — как А. Л. Эфрос (A. L. Efros)